# Jan Zimmermann (pallavolista)
Jan Zimmermann (Tubinga, 12 febbraio 1993) è un pallavolista tedesco, palleggiatore del Milano.

## Carriera

### Club
La carriera di Jan Zimmermann inizia nel settore giovanile del Rottenburg, col quale debutta in prima squadra in 1. Bundesliga nel campionato 2010-11. Nella stagione 2011-12, gioca in divisione cadetta tedesca con il Georgii-Allianz di Stoccarda, mentre nella stagione seguente fa parte del club federale dell'Olympia Berlino, nuovamente in massima serie.
Nella stagione 2013-14 approda al Friedrichshafen, dove gioca per un biennio e conquista uno scudetto e due coppe nazionali, prima di approdare nel campionato 2015-16 al Rüsselsheim, altro club dove resta per due annate.
Nel campionato 2017-18 gioca per la prima volta in un campionato estero, approdando nella Ligue A francese, dove difende i colori dello Stade Poitevin, mentre nel campionato seguente è nuovamente in patria, questa volta con lo Charlottenburg: tuttavia nel marzo 2019 lascia il club per giocare in Belgio col Maaseik, in Liga A, dove conclude l'annata, conquistando lo scudetto, e resta anche in quella seguente.
Nella stagione 2020-21 si accasa in Superlega con la Sir Safety Perugia, conquistando la Supercoppa italiana; resta nella massima divisione italiana anche nella stagione seguente, trasferendosi al Padova. Nel campionato 2022-23 emigra in Polska Liga Siatkówki col neopromosso Bielsko-Bialskie, ma la sua avventura in Polonia termina dopo appena quattro gare, rescindendo il contratto per poter tornare in Superlega e indossare la casacca del Milano.
Nel campionato 2023-24 approda in Turchia, disputando la Efeler Ligi con il Galatasaray, ma già in quello successivo è nuovamente in Italia, questa volta alla Prisma Taranto, per poi, nella stagione 2025-26, tornare a vestire la maglia del Milano, sempre in Superlega.

### Nazionale
Nel 2011 partecipa con la nazionale tedesca under 21 al campionato mondiale, mentre 2012 è impegnato con l'under 20 al campionato europeo.
Fa il suo esordio in nazionale maggiore nel 2015, conquistando la medaglia d'oro ai I Giochi europei, seguita dalla medaglia d'argento al campionato europeo 2017.

## Palmarès

### Club
- Campionato tedesco: 1

2014-15
- Campionato belga: 1

2018-19
- Coppa di Germania: 2

2013-14, 2014-15
- Supercoppa italiana: 1

2020

### Nazionale (competizioni minori)
- Giochi europei 2015